# Billa (Amanuban Timur)
Billa is een bestuurslaag in het regentschap Timor Tengah Selatan van de provincie Oost-Nusa Tenggara, Indonesië. Billa telt 2109 inwoners (volkstelling 2010).